# My Week with Marilyn
Pour plus de détails, voir Fiche technique et Distribution.
My Week with Marilyn ou Une semaine avec Marilyn au Québec est un film britannico-américain réalisé par Simon Curtis, sorti en 2011.

## Synopsis
À Londres en 1956, sir Laurence Olivier se prépare à réaliser un film. Le jeune Colin Clark (en), enthousiaste étudiant de cinéma, veut être impliqué et manœuvre pour obtenir un emploi : il parvient à être embauché comme assistant sur le plateau du film. Il est ainsi témoin des relations entre l'acteur-réalisateur et son actrice-productrice Marilyn Monroe durant le tournage du film Le Prince et la Danseuse.
Lorsque Marilyn Monroe arrive en Angleterre pour le début du tournage, la ville de Londres est en effervescence à l'idée de recevoir une telle star. Commence alors une opposition entre un réalisateur de plus en plus dur et une comédienne surmédiatisée, qu'un mariage récent avec l'intellectuel Arthur Miller et que des doutes incessants fragilisent. Intrigué par Marilyn Monroe avant même de la connaître, Colin Clark est progressivement invité par la jeune femme à entrer dans son monde intérieur, où elle lui dévoile ses luttes intimes, ainsi que ses craintes relatives à sa célébrité, à sa beauté et à son désir d'être une grande actrice.

## Fiche technique
- Titre original : My Week with Marilyn
- Titre québécois : Une semaine avec Marilyn
- Réalisation : Simon Curtis
- Scénario : Adrian Hodges d'après The Prince, the Showgirl, and Me : Six Months on the Set with Marilyn and Olivier et Une semaine avec Marilyn de Colin Clark
- Direction artistique : Donal Woods
- Décors : Judy Farr
- Costumes : Jill Taylor
- Photographie : Ben Smithard
- Montage : Adam Recht
- Musique : Conrad Pope
  - Compositeur du Marilyn's theme : Alexandre Desplat
  - Pianiste : Lang Lang
- Production : David Parfitt, Harvey Weinstein
- Sociétés de production : The Weinstein Company, BBC Films, Lipsync Productions, Trademark Films, UK Film Council
- Sociétés de distribution : Entertainment Film Distributors (Royaume-Uni), The Weinstein Company (États-Unis)
- Budget : 10 000 000 de dollars[réf. nécessaire]
- Pays de production : Royaume-Uni, États-Unis
- Langue originale : anglais
- Format : couleur - 35 mm - 2.35 : 1
- Genre : drame
- Durée : 99 minutes
- Dates de sortie :
  - États-Unis : 9 octobre 2011 (New York Film Festival)
  - États-Unis : 23 novembre 2011
  - Royaume-Uni : 25 novembre 2011
  - France : 4 avril 2012

## Distribution
- Michelle Williams (VF : Anne Le Guernec ; VQ : Pascale Montreuil) : Marilyn Monroe
- Eddie Redmayne (VF: Félicien Juttner ; VQ : Xavier Dolan) : Colin Clark
- Kenneth Branagh (VF : Christian Gonon ; VQ : François Trudel) : Sir Laurence Olivier
- Julia Ormond (VF : Claire Guyot ; VQ : Valérie Gagné) : Vivien Leigh
- Dougray Scott (VF : Guillaume Orsat) : Arthur Miller
- Judi Dench (VF : Évelyn Séléna ; VQ : Élizabeth Chouvalidzé) : Dame Sybil Thorndike
- Dominic Cooper (VF : Arnaud Bedouët ; VQ : Nicolas Charbonneaux-Collombet) : Milton Greene
- Emma Watson (VF : Manon Azem ; VQ : Stéfanie Dolan) : Lucy
- Michael Kitchen (VF : Michel Favory ; VQ : Marc Bellier) : Hugh Perceval
- Zoe Wanamaker (VF : Françoise Vallon ; VQ : Anne Caron) : Paula Strasberg
- Jim Carter : Barry
- Philip Jackson : Roger Smith
- Derek Jacobi (VF : Jean-Pierre Leroux) : Sir Owen Morshead
- Toby Jones : Arthur Jacobs
- Karl Moffatt : Jack Cardiff
- David Rintoul : Dr Connell
- Geraldine Somerville : Lady Jane Clark

Sources et légendes : version française (VF) sur AlloDoublage ; version québécoise (VQ) sur Doublage.qc.ca.

## Production

### Genèse
En 2004, Curtis approche le producteur David Parfitt et lui propose de faire un film fondé sur The Prince, The Showgirl and Me et My Week with Marilyn, deux récits écrits par Colin Clark à partir de ses souvenirs avec Marilyn Monroe. Adrian Hodges écrit et ajuste le scénario. Curtis et Parfitt se rendent alors à la BBC Films et au UK Film Council ; Harvey Weinstein accepte de financer le film. My Week with Marilyn est tourné à la fin de l'année 2010, avec Michelle Williams dans le rôle principal, Kenneth Branagh en sir Laurence Olivier, Julia Ormond en Vivien Leigh et Emma Watson en Lucy, assistante de la star (son premier rôle depuis la fin de la saga Harry Potter).

### Audition

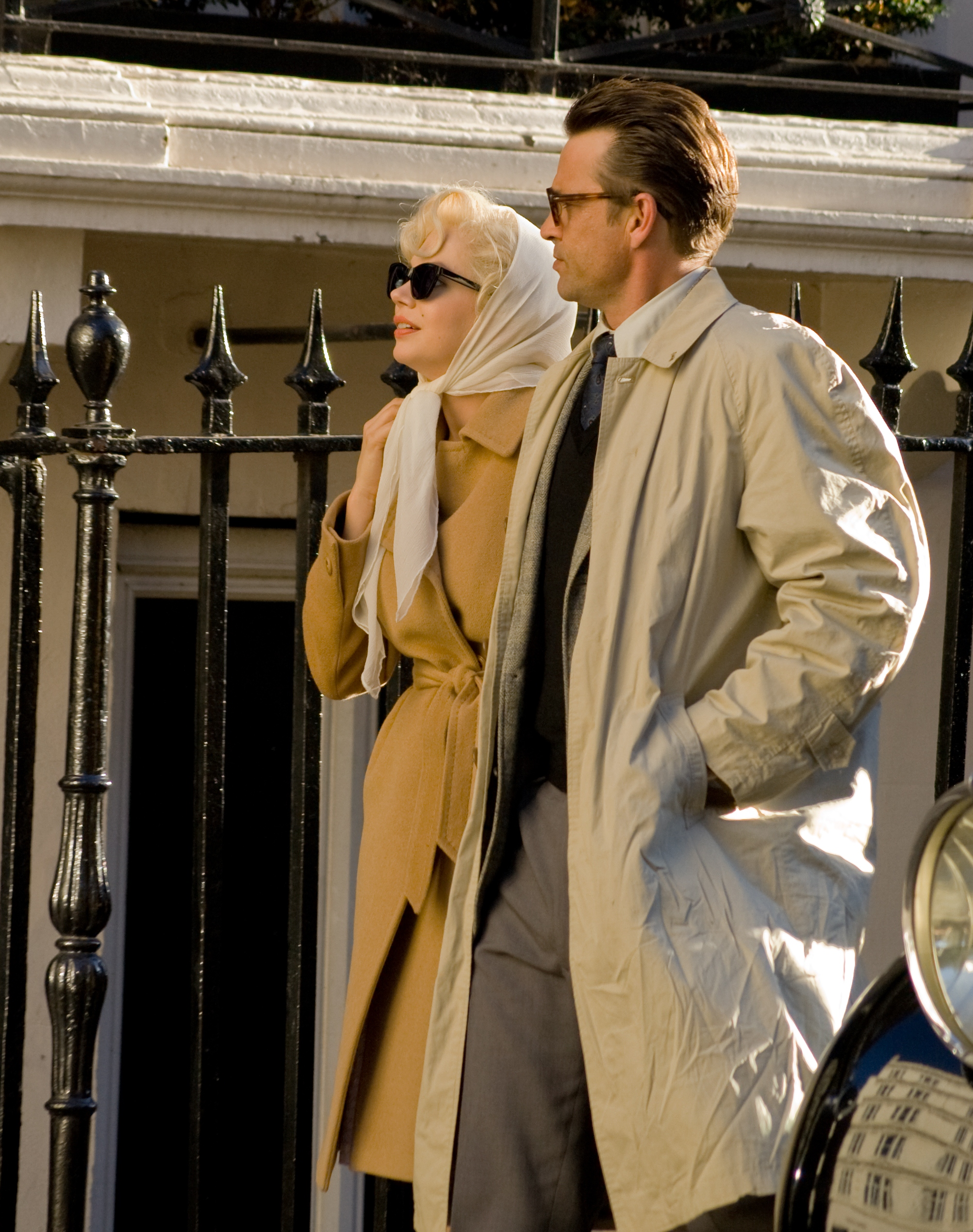
Michelle Williams et Dougray Scott sur le tournage à Mayfair

Scarlett Johansson fut approchée pour le rôle de Marilyn Monroe, qu'elle refusa ; Michelle Williams fut alors choisie. Emma Watson était un personnage secondaire.
Pour interpréter Laurence Olivier, le choix se porta tout de suite sur Kenneth Branagh : leur passion commune pour William Shakespeare les unissait depuis longtemps.
Catherine Zeta-Jones fut approchée pour interpréter Vivien Leigh, mais elle déclina afin de passer plus de temps avec son mari Michael Douglas, en convalescence après un cancer de la gorge en 2010. Après le refus de Catherine Zeta-Jones, la direction s'est tournée vers Rachel Weisz ; celle-ci travaillant alors sur trois projets, elle repoussa à son tour l'offre. Elaine Hendrix fut pendant un temps pressentie pour le rôle, mais Julia Ormond fut choisie.

## Analyse
Simon Curtis : « Pour de nombreuses personnes, Marilyn est plus une icône qu'une actrice. Ils n'ont pas autant vu ses films qu'ils ont son portrait. Ma méthode dans ce projet était de tomber amoureux du premier des deux mémoires écrits par Colin Clark. Comme ancien assistant-directeur au Royal Court Theatre, j'ai trouvé cela fascinant. »
Simon Curtis compare son film à Lost in Translation de Sofia Coppola : deux personnes entrent accidentellement dans l'orbite de l'autre, partagent une intimité dans leurs solitudes respectives, s'apportant consolation et amitié (qui flirte avec les sentiments), pour finir par se séparer définitivement.

## Autour du film
- Michelle Williams remporte pour son rôle le Golden Globe 2012 de la « Meilleure actrice-Comédie », récompense que la réelle Marilyn Monroe remporta également 52 ans auparavant, en 1960.
- Kenneth Branagh interprète Laurence Olivier dans ce film. Branagh et Olivier ont tous deux joué et dirigé des versions cinématographiques de William Shakespeare : Hamlet et Henry V. Dans leurs films respectifs sur Hamlet et Henry V, ils jouent tous deux le rôle-titre. Par ailleurs, Laurence Olivier a dirigé et joué dans Richard III, pièce que Branagh a enregistrée pour la radio et un livre sur la pièce. Enfin, les deux personnalités sont réunies à travers le film Sleuth : Olivier joue dans la version 1972 alors que Branagh dirige celle de 2007.
- Judi Dench, qui interprète Dame Sybil Thorndike, raconte qu'elle a eu l'occasion de la rencontrer à plusieurs reprises ; la première fois eut lieu en 1958, lorsque Dench participait à la pièce Roméo et Juliette au Old Vic Theatre : « She came round to see us afterwards and was so charming. We were young actors and she was lovely to us and strongly encouraging and gentle. I think they got very, very close to how Dame Sybil was in the script[7]. »

## Réception

### Critiques
My Week with Marilyn reçoit en majorité des critiques positives. L'agrégateur Rotten Tomatoes rapporte que 80 % des 25 critiques ont donné un avis positif sur le film, avec une bonne moyenne de 7,3/10. L'agrégateur Metacritic donne une note de 67 sur 100 indiquant des « critiques positives ».

### Box-office
| Pays ou région     | Box-office | Date d'arrêt du box-office | Nombre de semaines |
| ------------------ | ---------- | -------------------------- | ------------------ |
| États-Unis/ Canada | $          | 30 novembre 2011           | 1                  |

Pour son week-end d'ouverture, le film a récolté 1 773 000 dollars aux États-Unis (244 salles) et 753 886 livres au Royaume-Uni (397 salles). Le 22 janvier 2012, il a récolté 12 066 461 dollars aux États-Unis et plus de 3 017 363 livres au Royaume-Uni[réf. nécessaire].

## Distinctions

### Récompenses
- Golden Globes 2012 :
  - Meilleure actrice dans une comédie pour Michelle WIlliams[10].
- 2012 : Meilleur casting d'un film dramatique de studio ou indépendant au Casting Society of America Awards

### Nominations
- Deux nominations aux Oscars 2012 :
  - Michelle Williams dans la catégorie « Meilleure actrice »
  - Kenneth Branagh dans celle de « Meilleur acteur dans un second rôle »[11]
- Trois nominations aux Golden Globes 2012 :
  - Meilleur film musical ou comédie
  - Michelle Williams dans la catégorie « Meilleure actrice »
  - Kenneth Branagh dans la catégorie « Meilleur acteur dans un second rôle »